# Karl-Heinz Rieder (Physiker)
Karl-Heinz Rieder (* 1. September 1942 in Eisenstadt; † 7. März 2017) war ein österreichischer Physiker.

## Leben
Rieder studierte Physik und Mathematik an der Universität Wien. Als Student nahm er 1965 an der Tagung der Nobelpreisträger in Lindau teil. Im Forschungszentrum Seibersdorf fertigte er seine Dissertation Untersuchung von Oberflächenschwingungszuständen in Magnesiumoxidkristallen durch inelastische Streuung thermischer Neutronen an, mit der er 1968 promoviert wurde. Diese Untersuchungen führte er im Stuttgarter Max-Planck-Institut für Festkörperforschung fort. 1975 wechselte Rieder zum IBM Zurich Research Laboratory in Rüschlikon. Dort entwickelte er zusammen mit Thomas Engel die Methode der Heliumstreuung an Oberflächen. Auch nahm er an Gerd Binnigs und Heinrich Rohrers Entwicklung der Rastertunnelmikroskopie teil.
1985 nahm Rieder den Ruf an die Freie Universität Berlin an. Mit seiner Arbeitsgruppe entwickelte er  die Heliumstreuung und die hochauflösende Elektronenenergieverlustspektroskopie zur Untersuchung von Oberflächenphononen weiter und benutzte die Rastertunnelmikroskopie zur Manipulation von einzelnen adsorbierten Atomen und Molekülen. Dabei arbeitete er viel mit Gerhard Meyer zusammen, der sein Assistent an der FU Berlin war, bevor er an das IBM Labor in Rüschlikon ging.
2005 wurde Rieder emeritiert. Darauf arbeitete er als Post-Professor zwei Jahre an der Eidgenössischen Materialprüfungs- und Forschungsanstalt (EMPA) in Dübendorf und dann in Teilzeit am Fritz-Haber-Institut der Max-Planck-Gesellschaft in Berlin, bis er sich für den Ruhestand in der Schweiz niederließ.